# Antherothamnus pearsonii
Antherothamnus pearsonii är en flenörtsväxtart som beskrevs av N. E. Brown. Antherothamnus pearsonii ingår i släktet Antherothamnus och familjen flenörtsväxter. Inga underarter finns listade i Catalogue of Life.